# 기원전 88년

## 연호
- 전한(前漢) 후원(後元) 원년

## 기년
- 전한(前漢) 무제(武帝) 53년

## 사건
술라의 제1차 로마진군

## 사망
- 푸블리우스 술피키우스 루푸스